# Victor Alejandro Corral Mantilla
Victor Alejandro Corral Mantilla (* 17. Februar 1936 in Guayaquil) ist der Altbischof von Riobamba. 

## Leben
Victor Alejandro Corral Mantilla empfing am 15. Juli 1960 die Priesterweihe. Johannes Paul II. ernannte ihn am 14. Januar 1982 zum Weihbischof in Riobamba und Titularbischof von Gummi in Proconsulari. 
Der Bischof von Latacunga, José Mario Ruiz Navas, weihte ihn am 14. Februar desselben Jahres zum Bischof; Mitkonsekratoren waren Leonidas Eduardo Proaño Villalba, Bischof von Riobamba, und Antonio José González Zumárraga, Koadjutorerzbischof von Quito.
Am 4. September 1987 wurde er zum Bischof von Riobamba ernannt. Papst Benedikt XVI. nahm am 28. Februar 2011 seinen altersbedingten Rücktritt an.